# Абсорбционная колонна
Абсорбцио́нная коло́нна — тепломассообменный аппарат предназначенный для разделения газовых смесей, путём избирательного поглощения их отдельных компонентов жидким абсорбентом.
Абсорбционные колонны применяются при осушке и очистке природных газов, в производстве серной кислоты, хлора, аммиака и пр.
В промышленности существует несколько типов абсорбционных колонн, тарельчатые, где контакт фаз осуществляется на тарелках, и насадочные — где происходит абсорбция на поверхности насадок — специальных тел, применяющихся для увеличения поверхности контакта фаз, кожухотрубчатые, где жидкость, стекающая по трубам плёнкой абсорбирует поднимающийся газ. Такая конструкция позволяет отводить тепло, выделяющееся при экзотермическом процессе абсорбции. Эти аппараты различаются по производительности, затратам, характеристикам.